# Girl (Destiny's Child)
Girl is een nummer van de Amerikaanse r&b-groep Destiny's Child uit 2005. Het is de derde single van hun vijfde en laatste studioalbum Destiny Fulfilled.
Het nummer werd wereldwijd een bescheiden hit, en was in veel landen ook de laatste hit die Destiny's Child had voordat ze uit elkaar gingen. In de Amerikaanse Billboard Hot 100 bereikte het de 23e positie. In de Nederlandse Top 40 haalde het de 11e positie, en in de Vlaamse Ultratop 50 de 26e. Met "Girl" was het ook de laatste keer dat Destiny's Child in de Nederlandse Top 40 en de Vlaamse Ultratop 50 genoteerd stonden.

## Tracklist
| Girl (Radio Version)           | 3:45 |
| Girl (Junior Vasquez Club Dub) | 8:55 |
| Girl (Js Club Mix)             | 6:42 |
| Girl (The Freshman Remix)      | 3:18 |
| Got's My Own                   | 3:58 |